# SummerSlam (2016)
SummerSlam 2016 a fost cea de-a douozecișinoua ediție a pay-per-view-ului anual SummerSlam organizat de World Wrestling Entertainment. Evenimentul a avut loc pe 21 august 2016 și a fost găzduit de Barclays Center în Brooklyn, New York. Sloganul oficial a fost "Welcome"  interpretată de Fort Minor.

## Rezultate
- Pre-show: The Usos (Jey & Jimmy Uso), American Alpha (Chad Gable & Jason Jordan), și The Hype Bros (Mojo Rawley & Zack Ryder) i-au învins pe Breezango (Fandango & Tyler Breeze), The Ascension (Konnor & Viktor), și The Vaudevillains (Aiden English & Simon Gotch) (14:32)
  - Jey l-a numărat pe Gotch după un «Samoan Splash».
- Pre-show: Sami Zayn și Neville i-au învins pe The Dudley Boyz (Bubba Ray & D-Von) (7:55)
  - Neville l-a numărat pe Bubba Ray după un «Red Arrow».
- Pre-show: Sheamus l-a învins pe Cesaro în primul meci dintr-un best of seven series (14:11)
  - Sheamus l-a numărat pe Cesaro după un «Brogue Kick».
- Chris Jericho și Kevin Owens i-au învins pe Enzo Amore & Big Cass (12:08)
  - Jericho l-a numărat pe Amore după un «Codebreaker».
- Charlotte a învins-o pe Sasha Banks câștigând campionatul WWE Raw Women's Championship (13:51)
  - Charlotte a numărat-o pe Banks după ce a oprit un «Bank Statement».
- The Miz (c) (însoțit de Maryse) l-a învins pe Apollo Crews păstrându-și campionatul WWE Intercontinental Championship (5:45)
  - Miz l-a numărat pe Crews după un «Skull-Crushing Finale».
- AJ Styles l-a învins pe John Cena (23:10)
  - Styles l-a numărat pe Cena după un «Styles Clash» și un «Phenomenal Forearm».
- Luke Gallows & Karl Anderson i-au învins pe The New Day (Kofi Kingston & Xavier Woods) (c) prin descalificare pentru campionatele WWE Tag Team Championship (9:09)
  - New Day a-u fost descalificați după ce Big E i-a atacat pe Gallows și Anderson.
  - Cu acest rezultat, New Day a-u păstrat campionatele.
- Dean Ambrose (c) l-a învins pe Dolph Ziggler păstrându-și campionatul WWE World Championship (15:18)
  - Ambrose l-a numărat pe Ziggler după un «Dirty Deeds».
- Nikki Bella, Natalya, și Alexa Bliss le-a învins pe Becky Lynch, Naomi, și Carmella (11:04)
  - Nikki a numărato pe Carmella după un «Rack Attack 2.0».
- Finn Bálor l-a învins pe Seth Rollins devenind campionul inaugural WWE Universal Championship (19:24)
  - Balor l-a numărat pe Rollins după un «Coup de Grâce».
- Brock Lesnar (însoțit de Paul Heyman) l-a învins pe Randy Orton (11:45)
  - Arbitrul a oprit meciul după ce Orton a început să sângereze profund.
  - După meci, Lesnar a continuat să-l atace pe Orton apoi i-a aplicat un «F-5» lui Shane McMahon.